# Монро (Нью-Гемпшир)
Монро (англ. Monroe) — місто (англ. town) в США, в окрузі Ґрафтон штату Нью-Гемпшир. Населення — 864 особи (2020).

## Демографія
Згідно з переписом 2010 року, у місті мешкало 788 осіб у 332 домогосподарствах у складі 241 родини. Було 372 помешкання
Расовий склад населення:
| - 97,3 % — білих - 1,0 % — корінних американців - 0,5 % — вихідців з тихоокеанських островів - 0,3 % — азіатів |

До двох чи більше рас належало 0,9 %. Частка іспаномовних становила 1,4 % від усіх жителів.
За віковим діапазоном населення розподілялося таким чином: 20,2 % — особи молодші 18 років, 59,4 % — особи у віці 18—64 років, 20,4 % — особи у віці 65 років та старші. Медіана віку мешканця становила 49,5 року. На 100 осіб жіночої статі у місті припадало 96,5 чоловіків;  на 100 жінок у віці від 18 років та старших — 99,7 чоловіків також старших 18 років.
Середній дохід на одне домашнє господарство  становив 75 010 доларів США (медіана — 61 406), а середній дохід на одну сім'ю — 80 894 долари (медіана — 68 542). Медіана доходів становила 46 875 доларів для чоловіків та 39 444 долари для жінок. За межею бідності перебувало 4,6 % осіб, у тому числі 8,9 % дітей у віці до 18 років та 1,5 % осіб у віці 65 років та старших.
Цивільне працевлаштоване населення становило 458 осіб. Основні галузі зайнятості: освіта, охорона здоров'я та соціальна допомога — 27,1 %, роздрібна торгівля — 12,7 %, транспорт — 11,6 %.